# Алавастр

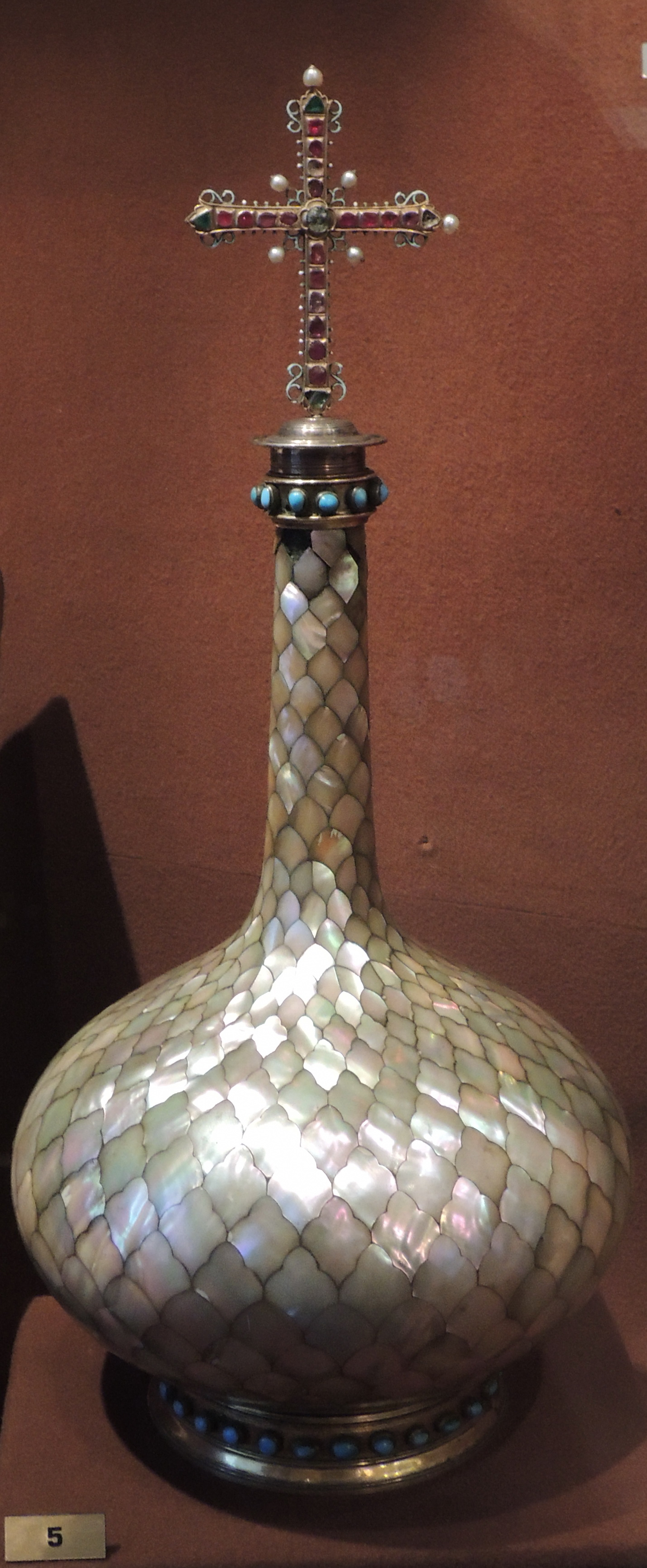
Алавастр, экспозиция Патриаршего дворца в Московском Кремле

Алава́стр или алаба́стр (греч. ἀλάβαστρος — алебастровый сосуд или флакон) — в православной церкви сосуд для хранения мира. Обычно круглый, с длинным узким горлышком и без ручки.
Название происходит от использовавшихся в древности в странах Средиземноморья сосуда для хранения благовоний, сделанного из алебастра. Такой сосуд упоминается в Новом Завете при описании помазания Иисуса миром (например — Мф. 26:7).
В византийской богослужебной традиции алавастром именовались сосуды, в которых освящалось миро. В практике Русской Православной церкви алавастром именуется сосуд, хранящийся в Крестовом храме Московской Патриархии с уже освящённым миром, хранимым в Церкви, по преданию, по преемству от апостолов с добавлением в него мира от каждого нового освящения. При освящении нового мира патриарх добавляет в каждый сосуд из алавастра немного древнего мира, а также пополняет алавастр новоосвящённым миром. Алавастр, использовавшийся до 1917 года, в настоящее время хранится в собрании Музеев московского Кремля и демонстрируется в экспозиции кремлёвского Патриаршего дворца.